# Christian Obodo
Christian Udubuesi Obodo (Warri, 11 maggio 1984) è un calciatore nigeriano, centrocampista del Teor.

## Biografia
Ha un fratello minore, Kenneth, anch'egli calciatore.
Il 9 giugno 2012 viene rapito in Nigeria nella sua città natale, Warri, alle ore 9:20 mentre si recava in chiesa. I rapitori hanno chiesto 150.000 euro per il riscatto alla famiglia.
Il giorno successivo il giocatore riesce a fuggire, dopo aver intuito le intenzioni di ucciderlo da parte dei suoi rapitori in seguito all'arresto di alcuni di loro da parte della polizia locale.
La stessa cosa gli è capitata, purtroppo il 15 novembre 2020 presso Warri. Il calciatore ha raccontato in seguito di essere stato chiuso nel bagagliaio dell'auto degli stessi rapitori per 4 ore, affermando di non essere stato ferito o offeso e domandandosi il perché queste cose accadessero sempre a lui.

## Caratteristiche tecniche
È stato un centrocampista bravo a fermare il gioco avversario e a ripartire, dotato di agonismo e visione di gioco.

## Carriera

### Club

#### Perugia
Arriva in Italia nel 2001 scoperto dal Perugia. Nella sua prima stagione scende in campo una sola volta in campionato.
Nella stagione 2002-03 il tecnico Serse Cosmi lo promuove titolare e lui ripaga la fiducia contribuendo alla storica qualificazione del club umbro in Coppa Intertoto e alla conquista delle semifinali di Coppa Italia.
La stagione successiva è ancora tra i pilastri della squadra che vince l'Intertoto qualificandosi alla Coppa Uefa dove giocherà 5 partite prima dell'eliminazione al 3º turno. In campionato le cose invece vanno male e il Perugia perderà lo spareggio con la Fiorentina retrocedendo in Serie B.

#### La parentesi alla Fiorentina
Nella stagione 2004-05 passa in comproprietà proprio alla Fiorentina disputando 33 partite e segnando 2 goal. A fine stagione, la squadra viola non riesce a riscattarlo alle buste e torna al Perugia, che lo cede all'Udinese su richiesta dell'allenatore Cosmi, suo mentore ai tempi del club umbro.

#### Udinese
Al primo anno con la squadra friulana gioca titolare partecipando anche alla Champions League e, successivamente, alla Coppa UEFA disputando in totale 41 gare con due reti.
Nel campionato 2006-07, è ancora un perno inamovibile della squadra bianconera e il 28 febbraio 2007 segna in rovesciata contro l'Inter, fermando la serie di 17 vittorie consecutive dei nerazzurri. Ma il 15 aprile riporta la lesione del crociato del ginocchio destro in allenamento ed è costretto ad un lungo stop, fino a dicembre dello stesso anno, quando prolunga anche il contratto fino al 2012.
Tra dicembre 2007 e gennaio 2008 disputa tre gare di Coppa Italia ed uno spezzone di gara della 19ª giornata di Serie A contro il Milan, finché all'inizio di febbraio si sottopone ad artroscopia diagnostica al ginocchio e rimane fermo per il resto della stagione.
Rientra nell'autunno del 2008 ricominciando a giocare qualche partita da titolare ma nell'estate del 2009 viene operato al ginocchio destro per la ricostruzione del crociato e per questo salterà gran parte della stagione successiva. Torna in campo il 9 maggio 2010 in Udinese-Bari (3-3), 37ª giornata di campionato, subentrando all'86' ad Alexis Sánchez, in quella che resterà la sua unica presenza stagionale.

#### Torino
Il 30 luglio 2010 passa in prestito con diritto di riscatto della comproprietà al Torino. Va a segno alla prima giornata di campionato e nella prima di Coppa Italia ma viene escluso dai titolari e ottiene molte tribune. Il 30 giugno 2011, non riscattato dal Torino, torna dunque all'Udinese.

#### Il prestito al Lecce e il ritorno all'Udinese
Il 24 luglio 2011 passa in prestito al Lecce. Con la maglia salentina colleziona 23 presenze in campionato e 1 presenza in Coppa Italia ritrovando Serse Cosmi, suo allenatore ai tempi del Perugia e dell'Udinese.
Terminato il prestito il calciatore ritorna all'Udinese ma il 31 agosto la formazione friulana comunica la rescissione consensuale del contratto.

#### Dinamo Minsk
Il 14 febbraio 2013 accetta l'offerta della Dinamo Minsk, squadra che milita nella prima divisione del campionato bielorusso. Il 1º luglio viene ritrovato dalla polizia ad Udine assieme a due prostitute rumene e ad un connazionale dopo che la sua società ne aveva denunciato la scomparsa.

#### Olhanense e Xanthi
Il 28 gennaio 2014 passa all'Olhanense, formazione della Primeira Liga portoghese. A fine stagione, dopo soli 6 mesi viene però ingaggiato dai greci dello Skoda Xanthi prendendo come numero di maglia il 15.

#### Concordia Chiajna e Pandurii
Il 9 luglio 2016 viene acquistato dal Pandurii per 500.000 euro, il quale lo ha prelevato dal Concordia Chiajna con la quale aveva collezionato solamente tre presenze.

### Nazionale
Debutta nella nazionale nigeriana il 30 maggio 2003 in Nigeria-Ghana (3-1), incontro valevole per la LG Cup.

## Statistiche

### Presenze e reti nei club
Statistiche aggiornate al 30 marzo 2016.
| Stagione        | Squadra           | Campionato      | Campionato | Campionato | Coppe nazionali | Coppe nazionali | Coppe nazionali | Coppe continentali | Coppe continentali | Coppe continentali | Altre coppe | Altre coppe | Altre coppe | Totale | Totale |
| Stagione        | Squadra           | Comp            | Pres       | Reti       | Comp            | Pres            | Reti            | Comp               | Pres               | Reti               | Comp        | Pres        | Reti        | Pres   | Reti   |
| --------------- | ----------------- | --------------- | ---------- | ---------- | --------------- | --------------- | --------------- | ------------------ | ------------------ | ------------------ | ----------- | ----------- | ----------- | ------ | ------ |
| 2001-2002       | Perugia           | A               | 1          | 0          | CI              | 0               | 0               | -                  | -                  | -                  | -           | -           | -           | 1      | 0      |
| 2002-2003       | Perugia           | A               | 30         | 1          | CI              | 5               | 0               | Int                | 0                  | 0                  | -           | -           | -           | 35     | 1      |
| 2003-2004       | Perugia           | A               | 31+2       | 0          | CI              | 5               | 1               | Int+CU             | 5+5                | 0                  | -           | -           | -           | 48     | 1      |
| Totale Perugia  | Totale Perugia    | Totale Perugia  | 62+2       | 1          |                 | 10              | 1               |                    | 10                 | 0                  |             | -           | -           | 84     | 2      |
| 2004-2005       | Fiorentina        | A               | 33         | 2          | CI              | 6               | 0               | -                  | -                  | -                  | -           | -           | -           | 39     | 2      |
| 2005-2006       | Udinese           | A               | 28         | 1          | CI              | 1               | 1               | UCL+CU             | 8+4                | 0                  | -           | -           | -           | 41     | 2      |
| 2006-2007       | Udinese           | A               | 30         | 5          | CI              | 3               | 1               | -                  | -                  | -                  | -           | -           | -           | 33     | 6      |
| 2007-2008       | Udinese           | A               | 1          | 0          | CI              | 3               | 0               | -                  | -                  | -                  | -           | -           | -           | 4      | 0      |
| 2008-2009       | Udinese           | A               | 18         | 0          | CI              | 0               | 0               | CU                 | 8                  | 1                  | -           | -           | -           | 26     | 1      |
| 2009-2010       | Udinese           | A               | 1          | 0          | CI              | 0               | 0               | -                  | -                  | -                  |             | -           | -           | 1      | 0      |
| Totale Udinese  | Totale Udinese    | Totale Udinese  | 78         | 6          |                 | 7               | 2               |                    | 20                 | 1                  |             | -           | -           | 105    | 9      |
| 2010-2011       | Torino            | B               | 16         | 1          | CI              | 1               | 1               | -                  | -                  | -                  | -           | -           | -           | 17     | 2      |
| 2011-2012       | Lecce             | A               | 23         | 0          | CI              | 1               | 0               | -                  | -                  | -                  | -           | -           | -           | 24     | 0      |
| 2013            | Dinamo Minsk      | VL              | 1          | 0          | CB              | 0               | 0               | UEL                | -                  | -                  | -           | -           | -           | 1      | 0      |
| gen.-giu. 2014  | Olhanense         | PL              | 13         | 0          | CP+CdL          | -               | -               | -                  | -                  | -                  | -           | -           | -           | 13     | 0      |
| 2014-2015       | Skoda Xanthi      | SL              | 28         | 1          | CG              | 9               | 0               | -                  | -                  | -                  | -           | -           | -           | 37     | 1      |
| gen.-giu. 2016  | Concordia Chiajna | L1              | 3+14       | 0+4        | CR+CdL          | 0+2             | 1               | -                  | -                  | -                  | -           | -           | -           | 19     | 5      |
| 2016-2017       | Pandurii          | L1              | 9          | 1          | CR+CdL          | 1+1             | 1+0             | UEL                | 1                  | 0                  | -           | -           | -           | 12     | 2      |
| Totale carriera | Totale carriera   | Totale carriera | 262        | 12         |                 | 35              | 5               |                    | 30                 | 1                  |             | -           | -           | 327    | 18     |

### Cronologia presenze e reti in Nazionale
| Cronologia completa delle presenze e delle reti in nazionale ― Nigeria | Cronologia completa delle presenze e delle reti in nazionale ― Nigeria | Cronologia completa delle presenze e delle reti in nazionale ― Nigeria | Cronologia completa delle presenze e delle reti in nazionale ― Nigeria | Cronologia completa delle presenze e delle reti in nazionale ― Nigeria | Cronologia completa delle presenze e delle reti in nazionale ― Nigeria | Cronologia completa delle presenze e delle reti in nazionale ― Nigeria | Cronologia completa delle presenze e delle reti in nazionale ― Nigeria |
| Data                                                                   | Città                                                                  | In casa                                                                | Risultato                                                              | Ospiti                                                                 | Competizione                                                           | Reti                                                                   | Note                                                                   |
| ---------------------------------------------------------------------- | ---------------------------------------------------------------------- | ---------------------------------------------------------------------- | ---------------------------------------------------------------------- | ---------------------------------------------------------------------- | ---------------------------------------------------------------------- | ---------------------------------------------------------------------- | ---------------------------------------------------------------------- |
| 30-5-2003                                                              | Abuja                                                                  | Nigeria                                                                | 3 – 1                                                                  | Ghana                                                                  | LG Cup 2003 (Nigeria) - Semifinale                                     | -                                                                      |                                                                        |
| 1-6-2003                                                               | Lagos                                                                  | Nigeria                                                                | 3 – 0                                                                  | Camerun                                                                | LG Cup 2003 (Nigeria) - Finale                                         | -                                                                      | [ 23 ]                                                                 |
| 7-6-2003                                                               | Ibadan                                                                 | Nigeria                                                                | 4 – 1                                                                  | Malawi                                                                 | Qual. Coppa d'Africa 2004                                              | -                                                                      |                                                                        |
| 11-6-2003                                                              | Abuja                                                                  | Nigeria                                                                | 0 – 3                                                                  | Brasile                                                                | Amichevole                                                             | -                                                                      |                                                                        |
| 29-5-2004                                                              | Londra                                                                 | Irlanda                                                                | 0 – 3                                                                  | Nigeria                                                                | Unity Cup                                                              | -                                                                      |                                                                        |
| 31-5-2004                                                              | Londra                                                                 | Nigeria                                                                | 2 – 0                                                                  | Giamaica                                                               | Unity Cup                                                              | -                                                                      | [ 23 ]                                                                 |
| 5-6-2004                                                               | Abuja                                                                  | Nigeria                                                                | 2 – 0                                                                  | Ruanda                                                                 | Qual. Mondiali 2006                                                    | -                                                                      |                                                                        |
| 5-9-2004                                                               | Harare                                                                 | Zimbabwe                                                               | 0 – 3                                                                  | Nigeria                                                                | Qual. Mondiali 2006                                                    | -                                                                      |                                                                        |
| 9-10-2004                                                              | Libreville                                                             | Gabon                                                                  | 1 – 1                                                                  | Nigeria                                                                | Qual. Mondiali 2006                                                    | -                                                                      |                                                                        |
| 20-10-2004                                                             | Tripoli                                                                | Libia                                                                  | 2 – 1                                                                  | Nigeria                                                                | LG Cup 2004 (Libia) - Semifinale                                       | -                                                                      |                                                                        |
| 18-6-2005                                                              | Kano                                                                   | Nigeria                                                                | 1 – 1                                                                  | Angola                                                                 | Qual. Mondiali 2006                                                    | -                                                                      |                                                                        |
| 17-8-2005                                                              | Tripoli                                                                | Libia                                                                  | 0 – 1                                                                  | Nigeria                                                                | Amichevole                                                             | -                                                                      |                                                                        |
| 4-9-2005                                                               | Orano                                                                  | Algeria                                                                | 2 – 5                                                                  | Nigeria                                                                | Qual. Mondiali 2006                                                    | 1                                                                      |                                                                        |
| 8-10-2005                                                              | Abuja                                                                  | Nigeria                                                                | 5 – 1                                                                  | Zimbabwe                                                               | Qual. Mondiali 2006                                                    | -                                                                      |                                                                        |
| 23-1-2006                                                              | Porto Said                                                             | Nigeria                                                                | 1 – 0                                                                  | Ghana                                                                  | Coppa d'Africa 2006 - 1º turno                                         | -                                                                      |                                                                        |
| 27-1-2006                                                              | Porto Said                                                             | Nigeria                                                                | 2 – 0                                                                  | Zimbabwe                                                               | Coppa d'Africa 2006 - 1º turno                                         | 1                                                                      |                                                                        |
| 31-1-2006                                                              | Porto Said                                                             | Nigeria                                                                | 2 – 1                                                                  | Senegal                                                                | Coppa d'Africa 2006 - 1º turno                                         | -                                                                      |                                                                        |
| 9-2-2006                                                               | Il Cairo                                                               | Nigeria                                                                | 1 – 0                                                                  | Senegal                                                                | Coppa d'Africa 2006 - Finale 3º posto                                  | -                                                                      |                                                                        |
| 2-9-2006                                                               | Abuja                                                                  | Nigeria                                                                | 2 – 0                                                                  | Niger                                                                  | Qual. Coppa d'Africa 2008                                              | 1                                                                      |                                                                        |
| 8-10-2006                                                              | Maseru                                                                 | Lesotho                                                                | 0 – 1                                                                  | Nigeria                                                                | Qual. Coppa d'Africa 2008                                              | -                                                                      |                                                                        |
| 6-2-2007                                                               | Londra                                                                 | Ghana                                                                  | 4 – 1                                                                  | Nigeria                                                                | Amichevole                                                             | -                                                                      |                                                                        |
| 24-3-2007                                                              | Abeokuta                                                               | Nigeria                                                                | 1 – 0                                                                  | Uganda                                                                 | Qual. Coppa d'Africa 2008                                              | -                                                                      |                                                                        |
| 6-9-2008                                                               | Port Elizabeth                                                         | Sudafrica                                                              | 0 – 1                                                                  | Nigeria                                                                | Qual. Mondiali 2010                                                    | -                                                                      |                                                                        |
| 11-10-2008                                                             | Abuja                                                                  | Nigeria                                                                | 4 – 1                                                                  | Sierra Leone                                                           | Qual. Mondiali 2010                                                    | 1                                                                      |                                                                        |
| 19-11-2008                                                             | Bogotà                                                                 | Colombia                                                               | 1 – 0                                                                  | Nigeria                                                                | Amichevole                                                             | -                                                                      |                                                                        |
| Totale                                                                 |                                                                        | Presenze                                                               | 25                                                                     |                                                                        | Reti                                                                   | 4                                                                      |                                                                        |

## Palmarès

### Club
- Coppa Intertoto UEFA: 1

Perugia: 2003